# Lithophyllaceae
Lithophyllaceae, porodica crvenih algi, dio reda Corallinales. Postoji jedna potporodica s tri tribusa i preko 200 vrsta

## Tribusi i rodovi
1. Amphiroeae Cabioch
2. Dermatolitheae Cabioch
3. Lithophylleae Zanardini
4. Lithothamnium R.A.Philippi, 1837, nom. rejic.; sin. za Lithophyllum ali s jednom priznatom vrstom.
5. Lithothrix J.E.Gray, 1867
6. Paulsilvella Woelkerling, Sartoni & Boddi, 2002